# Парет, Бенни
Бенни Парет (14 марта 1937 — 3 апреля 1962) — кубинский профессиональный боксёр, выступавший в полусреднем весе, дважды становился чемпионом мира в полусреднем весе (27 мая 1960 — 1 апреля 1961 и 30 сентября 1961 — 24 марта 1962). За время своей профессиональной карьеры провёл 50 поединков, в 35 из которых победил (10 нокаутов), 12 проиграл, а 3 закончились вничью.
Получил широкую известность благодаря третьему поединку против Эмилля Гриффита, в 12-м раунде которого Бенни пропустил 29 ударов подряд в голову, что привело к смерти через несколько дней после боя.

## Биография
Бенни Парет родился 14 марта 1937 года на Кубе, в Санта-Кларе. Дебютировал на профессиональном ринге 16 апреля 1954 года, победив по судейским запискам Оскара Кампоса, который также дебютировал в том бою. 27 мая 1960 года состоялся поединок между Доном Джорданом и Бенни Паретом за титул чемпиона мира в полусреднем весе. В этом 15-раундовом поединке Парет победил раздельным решением судей. 1 апреля 1961 года во время первой защиты титула Бенни проиграл Эмилю Гриффиту, но уже 30 сентября того же года в бою-реванше Парет победил Гриффита единогласным решением судей и вернул себе титул чемпиона мира. 9 декабря 1961 года, проводя рейтинговый бой, Бенни проиграл нокаутом в 10-м раунде 15-раундового боя Джину Фуллмеру.

### Третий бой против Гриффита и смерть
Несмотря на изнеможение вследствие ожесточённых боев против Гриффита и Фуллмера, Парет решил провести защиту своего титула через несколько месяцев после последнего боя. Поединок прошёл в субботу 24 марта 1962 года в Мэдисон-сквер-гарден.
Перед поединком Бенни Парет назвал Гриффита мариконом (исп. maricon), что в испанском языке является уничижительным наименованием гомосексуальных людей. После этого Гриффит захотел устроить драку, но был остановлен.
В шестом раунде Парет практически нокаутировал Гриффита с помощью комбинации из нескольких ударов, но Гриффита от нокаута спас гонг. Во время 12-го раунда Дон Донфи, который комментировал поединок для ABC, сказал: «Это, наверное, самый страшный раунд за весь бой». Через несколько секунд после этих слов Гриффит зажал Парета в углу и начал наносить удары по голове Бенни. Вскоре стало очевидно, что Бенни не может дальше продолжать поединок, но рефери Руби Голдштейн не останавливал бой. Бой был остановлен после того, как Гриффит нанёс 29 безответных акцентированных ударов в голову Бенни Парета.
После остановки боя Парет упал в углу от полученных ударов. Он скончался через 10 дней после поединка в больнице Рузвельта, в Манхэттене из-за гематомы мозга. Бенни Парет был похоронен на кладбище Святого Раймонда в районе Бронкс в Нью-Йорке.
Этот поединок стал предметом для многих споров. В частности, считается, что Парет не до конца восстановился после трёх тяжёлых поединков, которые прошли в 1961 году. Нью-йоркские боксёрские функционеры подвергались критике за то, что выдали разрешение на поединок, а бокс на американском телевидении не транслировался вплоть до начала 1970-х годов .

## В культуре
Афро-перуанский поэт Никомед Санта-Круз написал поэму о жизни Парета — «Смерть на ринге».
Бой стал основой для документального фильма 2005 года, который назывался «Ринг огня: история Эмиля Гриффита» (англ. «Ring of Fire: The Emile Griffith Story»). В конце фильма Эмиль Гриффит был представлен сыну Бенни Парета. Сын Бенни обнял его и сказал ему, что он прощён.